# Čchang-paj-šan

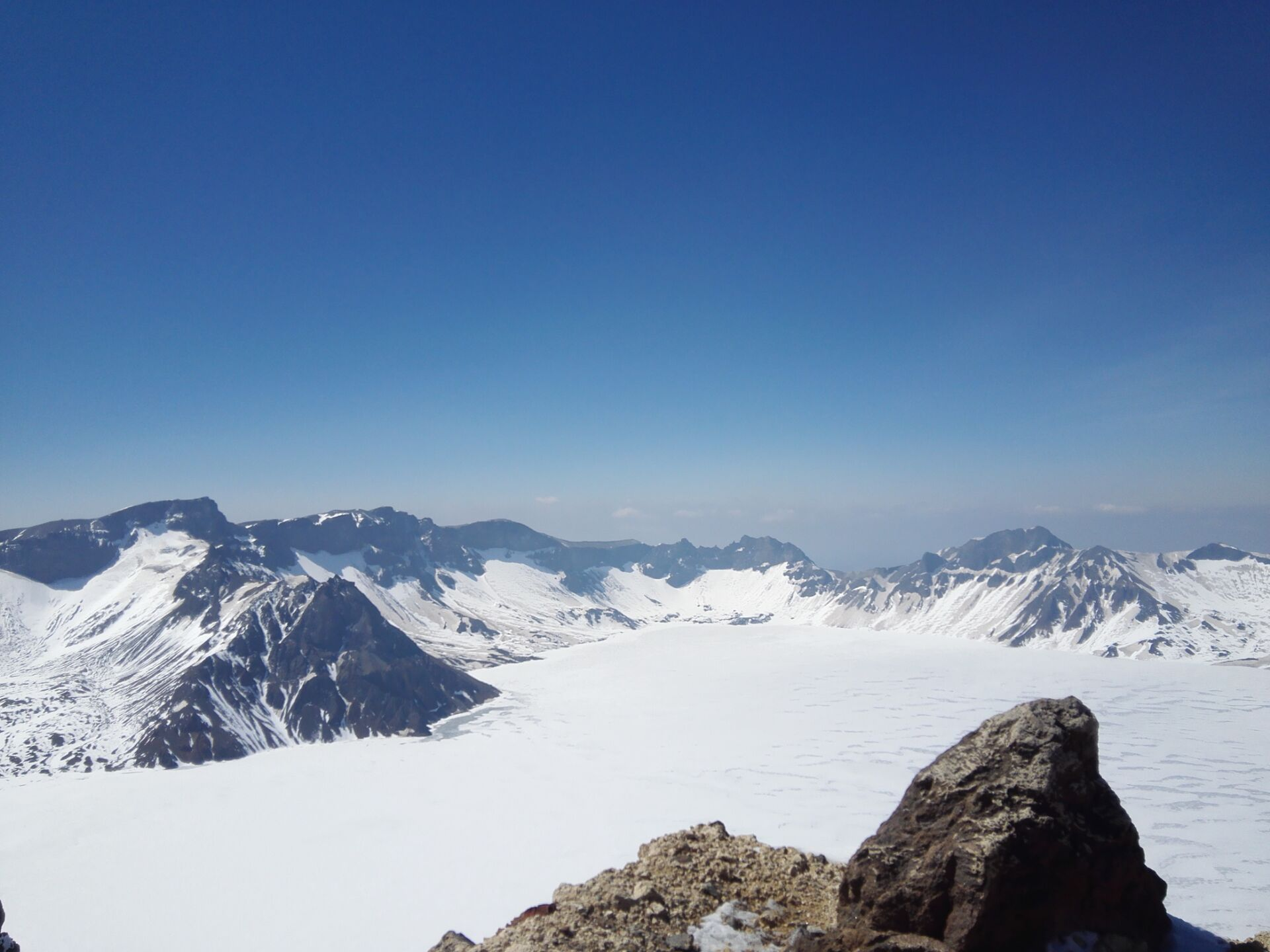
pohoří na čínské straně

Čchang-paj (čínsky v českém přepisu Čchang-paj Šan-ti, pchin-jinem Chángbái Shāndì, znaky zjednodušené 长白山地, tradiční 長白山地, korejsky 장백 산맥 – Čangbek Sanmek) je pohoří na hranici mezi Čínskou lidovou republikou a Severní Koreou. Sahá od severovýchodočínských provincií Chej-lung-ťiang, Ťi-lin a Liao-ning k severokorejským provinciím Rjanggang a Čagang. Mnoho vrcholků je vyšších než 2000 metrů, přičemž nejvyšší hora je Pektusan, u které pramení řeky Sungari, Tumannaja a Amnokkang.